# Vremya-Reka
Время-река (Vremya-Reka - Czas to rzeka) jest to trzeci album Dimy Bilana. Wydany został 21 lipca 2006 roku przez Gala Records. W Rosji album zdobył tytuł platynowej płyty. Wydawnictwo zawiera utwór Never Let You Go, z którym wokalista reprezentował Rosję na 51. Konkursie Piosenki Eurowizji 2006 w Atenach, Grecja. Piosenka zajęła 2. miejsce.

## Lista utworów
- pl. oznacza znaczeniowe tłumaczenie tytułu na język polski
1. Я тебя помню (Ja tiebia pomniu - pl. Pamiętam ciebie) /3:15/
2. Это была любовь (Eto była lubow - pl. To była miłość) /3:44/
3. Время-река (Wriemia - rieka - pl. Czas to rzeka) /3:53/
4. Не оставляй меня (Nie ostawlaj mienia - pl. Nie zostawiaj mnie) /3:36/
5. Спасибо тебе (Spasibo tiebie - pl. Dziękuję ci) /4:05/
6. Где-то (Gdie-to - pl. Gdzieś) /3:35/
7. Стань для меня (Stań dla mienia - pl. Zostań dla mnie) /4:15/
8. Невозможное возможно (Niewozmożnoje wozmożno - pl. Niemożliwe jest możliwe) /3:11/ 
rosyjska wersja utworu "Lady Flame"
9. Я умираю от любви (Ja umiraju ot lubwi - pl. Umieram z miłości) /3:32/
10. Ветер с моря (Wietier s moria - pl. Wiatr od morza) /3:24/
11. Не скучай, бедный ангел (Nie skuczaj, biednyj angieł - pl. Nie tęsknij, biedny aniele) /3:37/
12. Так устроен этот мир (Tak ustrojen etot mir - pl. Tak jest zbudowany ten świat) /3:07/ 
rosyjska wersja utworu "Never Let You Go"
13. Never Let You Go /3:07/